# ماریا پانفیلوا
ماریا پانفیلوا (انگلیسی: Mariya Panfilova؛ زادهٔ ۱۱ اکتبر ۱۹۸۷) ورزشکار دوگانه، و اسکی‌باز صحرانوردی اهل روسیه است.وی همچنین از ورزشکاران دوگانه در بازی‌های المپیک زمستانی ۲۰۱۴ بوده است.